# Lekkoatletyka na Letnich Igrzyskach Olimpijskich 1912 – bieg na 1500 m mężczyzn

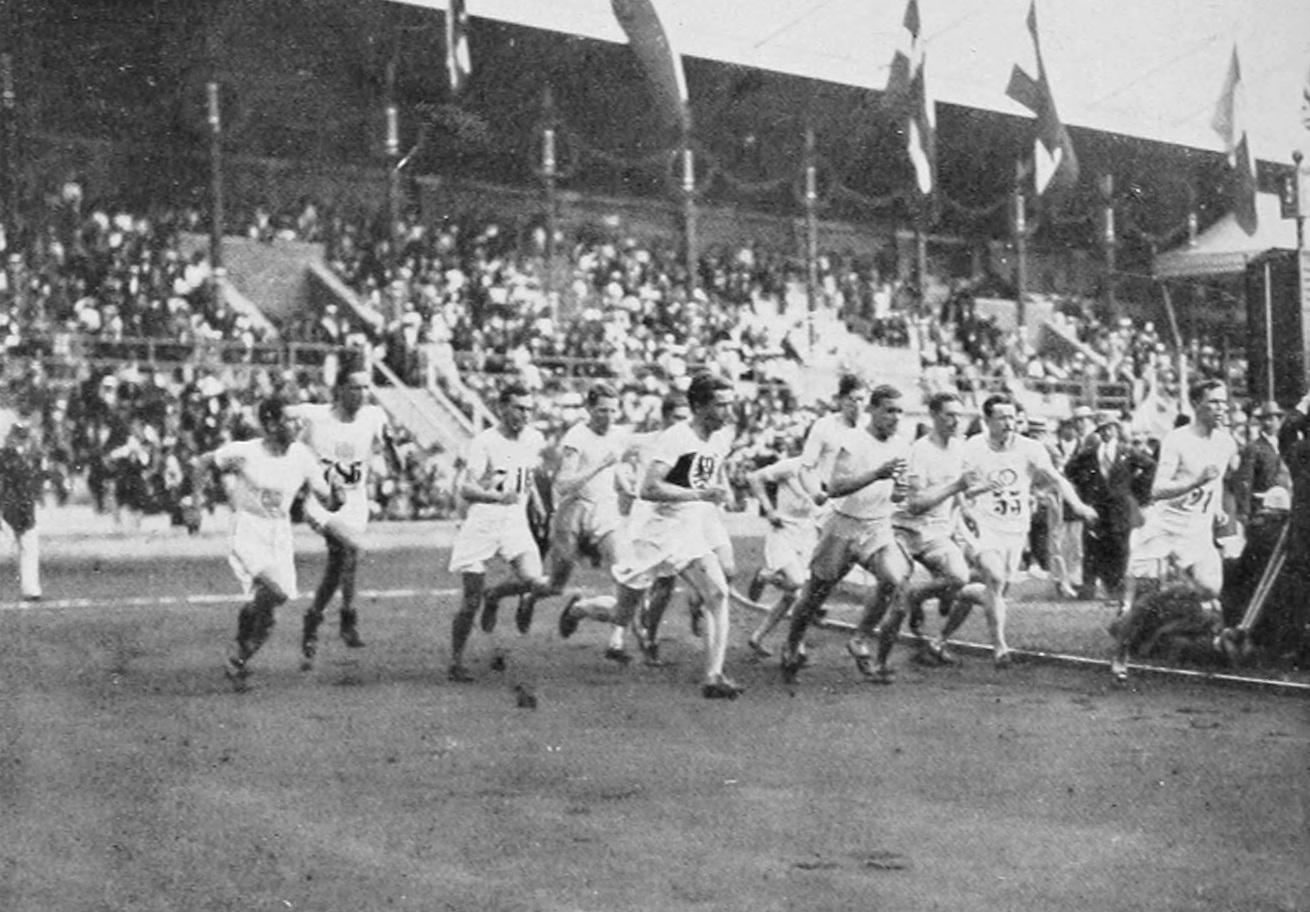
Start biegu finałowego

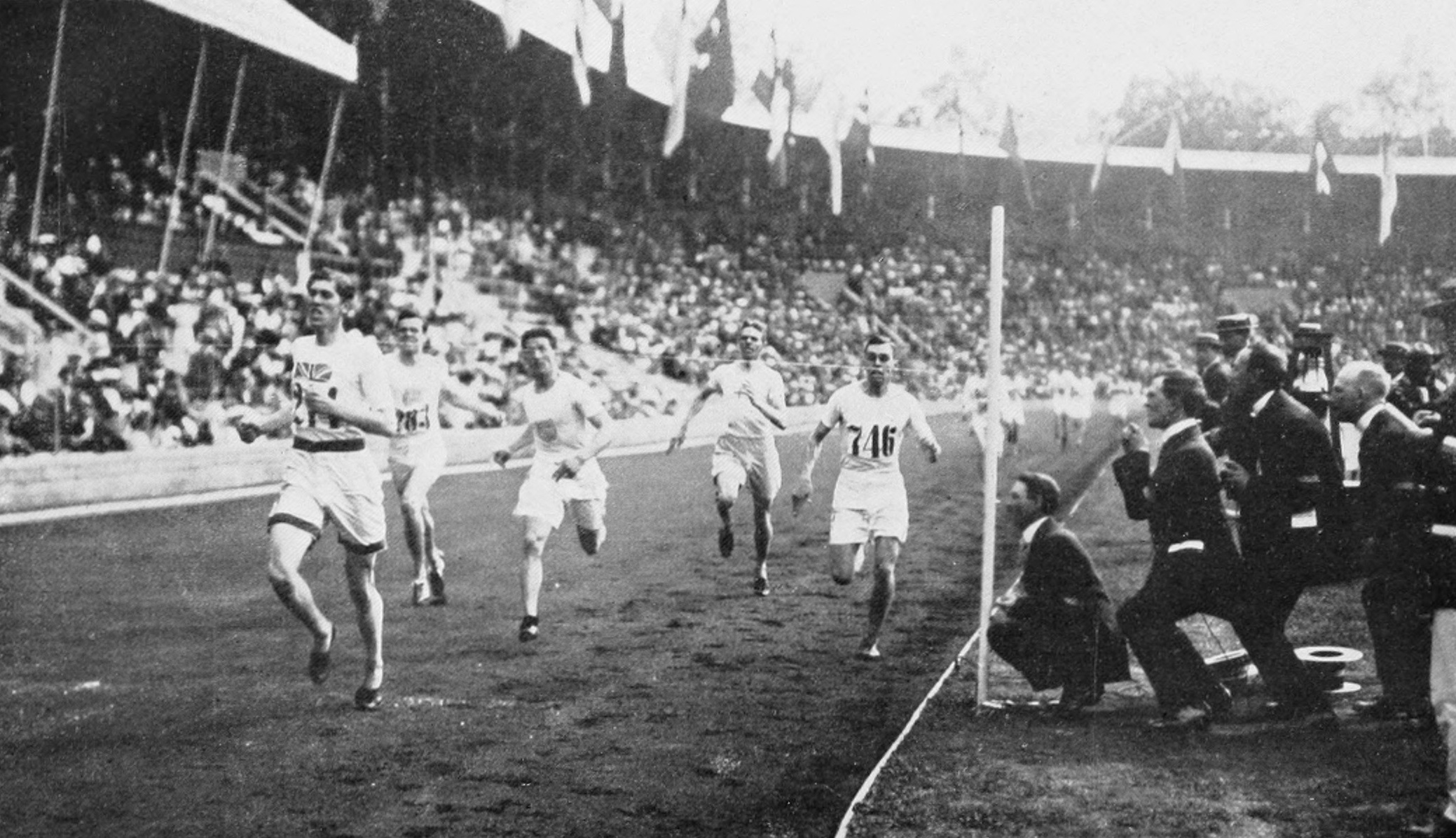
Arnold Jackson ustanawia nowy rekord olimpijski

Bieg na dystansie 1500 metrów mężczyzn był jedną z konkurencji lekkoatletycznych rozgrywanych podczas V Igrzysk Olimpijskich w Sztokholmie. Biegi eliminacyjne rozegrane zostały 9 lipca, zaś bieg finałowy – 10 lipca 1912 roku. Mistrzem olimpijskim w tej konkurencji został Brytyjczyk Arnold Jackson. W rywalizacji wzięło udział 45 biegaczy z 14 reprezentacji.
W 1985 roku, Cordner Nelson i Roberto Quercetani, dwóch historyków lekkiej atletyki, opisało ten bieg „najwspanialszym biegiem w historii”. Dodali jeszcze: „V Letnie Igrzyska Olimpijskie w Sztokholmie stworzyły najwspanialszy bieg na milę, czy też 1500 metrów w historii, który od samego początku był rywalizacją najszybszych zawodników”.
Przed Igrzyskami pięć nazwisk było typowanych do złotego medalu. Obrońca tytułu z Londynu Mel Sheppard był postrzegany przede wszystkim jako 800-metrowiec, lecz na tym dystansie dzień wcześniej zdobył tylko srebrny medal. Złoto na 1500 metrów stało się więc jego głównym zadaniem. 
Następna trójka kandydatów także była reprezentantami Stanów Zjednoczonych. Pierwszy z nich John Paul Jones był mistrzem akademickim na dystansach 880 jardów i jednej mili z 1911 i 1912 roku. 27 maja 1911 roku Jones ustanowił amatorski rekord świata na dystansie jednej mili czasem 4:15,4. Po mistrzostwach akademickich w 1912 roku chciał odejść od sportu, lecz zdołano go namówić by wstrzymał się z taką decyzją i pojechał do Sztokholmu. Drugim faworytem był Norman Taber. Rywalizował on, nie udanie, z Jonesem na mistrzostwach akademickich. Lecz tydzień później podczas próby przedolimpijskiej dla stanów wschodnich Amerykanin przebiegł 1500 metrów w 3:56,4, czasie lepszym niż rekord świata, lecz zajmując dopiero drugie miejsce. Wyprzedził go trzeci z faworytów, Abel Kiviat. Ustanowił on wtedy nowy rekord świata czasem 3:55,8. Będąc dodatkowo rekordzistą świata na dystansie jednej mili, stał się głównym kandydatem do złota.
Ostatnim z kandydatów był Brytyjczyk Arnold Jackson. Wygrał on bieg na jedną milę w meczu akademickim Oxford-Cambridge z dobrym czasem 4:21,6.
Rozegrano siedem biegów eliminacyjnych. Dwójka najlepszych zawodników z każdego biegu awansowała do finału. Piątka kandydatów łatwo awansowała do finału, z czym Jones i Jackson mieli okazję się ze sobą zmierzyć już w eliminacjach. W finale wystartowało czternastu zawodników – siedmiu Amerykanów, trzech Szwedów, dwóch Brytyjczyków, Francuz i Niemiec.
"Najwspanialszy bieg w historii" rozpoczął się o 15:30 w środę, 10 lipca 1912 roku. Początkowo prowadził Francuz Henri Arnaud, który pokonał 400 metrów w 1:05,0 i 800 metrów w czasie 2:08,0. Później Taber objął prowadzenie – 1000 metrów przebiegł w 2:39,0. Po 1200 metrach na przedzie był już Kiviat z czasem 3:09,0. Jones i Taber byli tuż za nim. Jackson przez cały ten czas biegł na ostatnim miejscu. Na ostatnim łuku przyspieszył i zdołał wyprzedzić Shepparda, zaś na ostatnich 50 metrach przyspieszył jeszcze bardziej i zrównał się s prowadzącymi. O medalach zdecydowało ostatnie 10 metrów. Do ostatecznego rozstrzygnięcia użyto fotokomórki, co było jedynym takim przypadkiem na Igrzyskach w Szwecji. Jackson rzutem na taśmę zdołał wyprzedzić o 0,1 sekundy pozostałych zawodników i zdobył złoty medal. 

## Rekordy
| Rekord świata     | Abel Kiviat (USA)    | 3:55,8     | Cambridge, MA, Stany Zjednoczone | 08.06.1912 |
| Rekord olimpijski | Norman Hallows (GBR) | 4:03,4 (*) | Londyn, Wielka Brytania          | 13.07.1908 |
| Rekord olimpijski | Mel Sheppard (USA)   | 4:03,4 (*) | Londyn, Wielka Brytania          | 14.07.1908 |

(*) -rekord nieoficjalny

## Eliminacje
Bieg 1
| Miejsce | Zawodnik      | Czas   | Uwagi |
| ------- | ------------- | ------ | ----- |
| 1       | Mel Sheppard  | 4:27,6 | Q     |
| 2       | Louis Madeira | 4:27,9 | Q     |
| 3       | Albert Hare   | 4:39,4 |       |

Bieg 2
| Miejsce | Zawodnik        | Czas   | Uwagi |
| ------- | --------------- | ------ | ----- |
| 1       | Norman Taber    | 4:25,5 | Q     |
| 2       | Philip Baker    | 4:26,0 | Q     |
| 3       | Georg Amberger  | 4:27,0 |       |
| 4-5     | Teofil Savniky  | b. d.  |       |
| 4-5     | Rūdolfs Vītols  | b. d.  |       |
| —       | Dmitrij Nazarow | DNF    |       |

Bieg 3
| Miejsce | Zawodnik           | Czas   | Uwagi |
| ------- | ------------------ | ------ | ----- |
| 1       | Abel Kiviat        | 4:04,4 | Q     |
| 2       | Henri Arnaud       | 4:05,4 | Q     |
| 3       | Norman Patterson   | 4:05,5 |       |
| 4-7     | John Tait          | b. d.  |       |
| 4-7     | Ferenc Forgács     | b. d.  |       |
| 4-7     | François Delloye   | b. d.  |       |
| 4-7     | Ole Jacob Pedersen | b. d.  |       |
| –       | Edward Owen        | DNF    |       |

Bieg 4
| Miejsce | Zawodnik           | Czas   | Uwagi |
| ------- | ------------------ | ------ | ----- |
| 1       | Arnold Jackson     | 4:10,8 | Q     |
| 2       | John Paul Jones    | 4:12,4 | Q     |
| 3       | Joachim Victor     | 4:12,7 |       |
| 4-7     | Lewis Anderson     | b. d.  |       |
| 4-7     | Oscar Larsen       | b. d.  |       |
| 4-7     | Arnolds Indriksons | b. d.  |       |
| 4-7     | Alfrēds Ruks       | b. d.  |       |

Bieg 5
| Miejsce | Zawodnik            | Czas   | Uwagi |
| ------- | ------------------- | ------ | ----- |
| 1       | John Zander         | 4:05,5 | Q     |
| 2       | Evert Björn         | 4:07,2 | Q     |
| 3       | Herbert Putnam      | 4:07,6 |       |
| 4-7     | Richard Yorke       | b. d.  |       |
| 4-7     | Georg Mickler       | b. d.  |       |
| 4-7     | Aleksandr Jelizarow | b. d.  |       |
| 4-7     | Nikołaj Chorkow     | b. d.  |       |
| –       | Charles Ruffell     | DNF    |       |

Bieg 6
| Miejsce | Zawodnik          | Czas   | Uwagi |
| ------- | ----------------- | ------ | ----- |
| 1       | Erwin von Sigel   | 4:09,3 | Q     |
| 2       | Frederick Hedlund | 4:10,8 | Q     |
| 3       | William Moore     | 4:11,2 |       |
| 4       | Nils Frykberg     | 4:11,2 |       |
| 5-6     | Frederick Hulford | b. d.  |       |
| 5-6     | Andrejs Krūkliņš  | b. d.  |       |
| –       | Guido Calvi       | DNF    |       |

Bieg 7
| Miejsce | Zawodnik          | Czas   | Uwagi |
| ------- | ----------------- | ------ | ----- |
| 1       | Ernst Wide        | 4:06,0 | Q     |
| 2       | Walter McClure    | 4:07,3 | Q     |
| 3-5     | Joe Cottrill      | b. d.  |       |
| 3-5     | Matti Harju       | b. d.  |       |
| 3-5     | Jewgienij Pietrow | b. d.  |       |
| –       | Vahram Papazyan   | DNF    |       |

## Finał
| Miejsce | Zawodnik          | Czas   |
| ------- | ----------------- | ------ |
| 1       | Arnold Jackson    | 3:56,8 |
| 2       | Abel Kiviat       | 3:56,9 |
| 3       | Norman Taber      | 3:56,9 |
| 4       | John Paul Jones   | 3:57,2 |
| 5       | Ernst Wide        | 3:57,6 |
| 6       | Philip Baker      | 4:01,0 |
| 7       | John Zander       | 4:02.0 |
| 8       | Walter McClure    | b. d.  |
| 9-14    | Henri Arnaud      | b. d.  |
| 9-14    | Evert Björn       | b. d.  |
| 9-14    | Frederick Hedlund | b. d.  |
| 9-14    | Louis Madeira     | b. d.  |
| 9-14    | Mel Sheppard      | b. d.  |
| 9-14    | Erwin von Sigel   | b. d.  |